# Le Mans 24-timmars 2011
Le Mans 24-timmars 2011 kördes under 11 - 12 juni. Tävlingen vanns av André Lotterer, Benoît Tréluyer och Marcel Fässler i en Audi.

## Resultat
Fet stil markerar vinnare i respektive klass.
| Plats                                                  | Klass     | Team                               | Förare                                                     | Bil                             | Varv |
| ------------------------------------------------------ | --------- | ---------------------------------- | ---------------------------------------------------------- | ------------------------------- | ---- |
| 1                                                      | LMP1      | Audi Sport Team Joest              | Marcel Fässler André Lotterer Benoît Tréluyer              | Audi R18 TDI                    | 355  |
| 2                                                      | LMP1      | Team Peugeot Total                 | Sébastien Bourdais Simon Pagenaud Pedro Lamy               | Peugeot 908                     | 355  |
| 3                                                      | LMP1      | Team Peugeot Total                 | Stéphane Sarrazin Franck Montagny Nicolas Minassian        | Peugeot 908                     | 353  |
| 4                                                      | LMP1      | Team Peugeot Total                 | Anthony Davidson Alexander Wurz Marc Gené                  | Peugeot 908                     | 351  |
| 5                                                      | LMP1      | Team Oreca Matmut                  | Nicolas Lapierre Loïc Duval Olivier Panis                  | Peugeot 908 HDi FAP             | 339  |
| 6                                                      | LMP1      | Rebellion Racing                   | Nicolas Prost Neel Jani Jeroen Bleekemolen                 | Lola B10/60-Toyota              | 338  |
| 7                                                      | LMP1      | Kronos Racing Marc VDS Racing Team | Vanina Ickx Bas Leinders Maxime Martin                     | Lola-Aston Martin B09/60        | 328  |
| 8                                                      | LMP2      | Greaves Motorsport                 | Karim Ojjeh Olivier Lombard Tom Kimber-Smith               | Zytek Z11SN-Nissan              | 326  |
| 9                                                      | LMP2      | Signatech Nissan                   | Soheil Ayari Franck Mailleux Lucas Ordoñez                 | Oreca 03- Nissan                | 320  |
| 10                                                     | LMP2      | Level 5 Motorsports                | Scott Tucker Christophe Bouchut João Barbosa               | Lola B08/80-HPD                 | 319  |
| 11                                                     | LMGTE Pro | Corvette Racing                    | Olivier Beretta Tommy Milner Antonio García                | Chevrolet Corvette C6.R         | 314  |
| 12                                                     | LMP2      | RML                                | Mike Newton Ben Collins Thomas Erdos                       | HPD ARX-01d                     | 314  |
| 13                                                     | LMGTE Pro | AF Corse                           | Giancarlo Fisichella Gianmaria Bruni Toni Vilander         | Ferrari 458 GTC                 | 314  |
| 14                                                     | LMP2      | OAK Racing                         | Shinji Nakano Nicolas de Crem Jan Charouz                  | OAK Pescarolo 01-Judd-BMW       | 313  |
| 15                                                     | LMGTE Pro | BMW Motorsport                     | Andy Priaulx Dirk Müller Joey Hand                         | BMW M3 GT2                      | 313  |
| 16                                                     | LMGTE Pro | Team Felbermayr-Proton             | Marc Lieb Wolf Henzler Richard Lietz                       | Porsche 911 GT3-RSR             | 312  |
| 17                                                     | LMGTE Pro | IMSA Performance Matmut            | Raymond Narac Patrick Pilet Nicolas Armindo                | Porsche 911 GT3-RSR             | 311  |
| 18                                                     | LMGTE Pro | Flying Lizard Motorsports          | Jörg Bergmeister Lucas Luhr Patrick Long                   | Porsche 911 GT3-RSR             | 310  |
| 19                                                     | LMP2      | Race Performance                   | Michel Frey Ralph Meichtry Marc Rostan                     | Oreca 03-Judd-BMW               | 304  |
| 20                                                     | LMGTE Am  | Larbre Compétition                 | Patrick Bornhauser Julien Canal Gabriele Gardel            | Chevrolet Corvette C6.R         | 302  |
| 21                                                     | LMGTE Am  | Larbre Compétition                 | Christophe Bourret Pascal Gibon Jean-Philippe Belloc       | Porsche 911 GT3-RSR             | 301  |
| 22                                                     | LMGTE Pro | Lotus Jetalliance                  | Jonathan Hirschi Johnny Mowlem James Rossiter              | Lotus Evora GTE-Toyota-Cosworth | 295  |
| 23                                                     | LMGTE Pro | Prospeed Competition               | Marc Goossens Marco Holzer Jaap van Lagen                  | Porsche 911 GT3-RSR             | 293  |
| 24                                                     | LMGTE Pro | JMW Motorsport                     | Rob Bell Tim Sugden Xavier Maassen                         | Ferrari 458 GTC                 | 290  |
| 25                                                     | LMP2      | OAK Racing                         | Frédéric Da Rocha Patrice Lafargue Andrea Barlesi          | OAK Pescarolo 01-Judd-BMW       | 288  |
| 26                                                     | LMGTE Am  | Robertson Racing LLC               | David Robertson Andrea Robertson David Murry               | Ford GT-R Mk. VII               | 285  |
| 27                                                     | LMGTE Am  | JMB Racing                         | Manuel Rodrigues Jean-Marc Menahem Nicolas Marroc          | Ferrari F430 GTE                | 272  |
| Ej klassificerade (NC) – < 70% av tävlingen (249 varv) |           |                                    |                                                            |                                 |      |
| 28                                                     | LMP2      | Extrême Limite AM Paris            | Fabien Rosier Phillipe Haezebrouck Jean-René De Fournoux   | Norma M200P-Judd-BMW            | 247  |
| Bröt tävlingen (DNF)                                   |           |                                    |                                                            |                                 |      |
| 29                                                     | LMP1      | Pescarolo Sport                    | Emmanuel Collard Christophe Tinseau Julien Jousse          | Pescarolo 01- Judd              | 305  |
| 30                                                     | LMGTE Pro | BMW Motorsport                     | Augusto Farfus Jörg Müller Dirk Werner                     | BMW M3 GT2                      | 276  |
| 31                                                     | LMGTE Pro | Corvette Racing                    | Oliver Gavin Richard Westbrook Jan Magnussen               | Chevrolet Corvette C6.R         | 211  |
| 32                                                     | LMGTE Am  | Flying Lizard Motorsports          | Seth Neiman Darren Law Spencer Pumpelly                    | Porsche 911 GT3-RSR             | 211  |
| 33                                                     | LMP2      | Team Oreca Matmut                  | Alexandre Prémat David Hallyday Dominik Kraihamer          | Oreca 03-Nissan                 | 200  |
| 34                                                     | LMGTE Am  | Proton Competition                 | Horst Felbermayr, Jr. Horst Felbermayr, Sr. Christian Ried | Porsche 911 GT3-RSR             | 199  |
| 35                                                     | LMP1      | Rebellion Racing                   | Andrea Belicchi Jean-Christophe Boullion Guy Smith         | Lola B10/60-Toyota              | 190  |
| 36                                                     | LMGTE Am  | AF Corse                           | Piergiuseppe Perazzini Marco Cioci Seán Paul Breslin       | Ferrari F430 GTE                | 188  |
| 37                                                     | LMGTE Pro | Luxury Racing                      | Stéphane Ortelli Frédéric Makowiecki Jaime Melo            | Ferrari 458 GTC                 | 183  |
| 38                                                     | LMGTE Pro | AF Corse                           | Robert Kauffman Michael Waltrip Rui Águas                  | Ferrari 458 GTC                 | 178  |
| 39                                                     | LMGTE Pro | Team Felbermayr-Proton             | Nick Tandy Abdulaziz Al-Faisal Bryce Miller                | Porsche 911 GT3-RSR             | 169  |
| 40                                                     | LMP2      | Strakka Racing                     | Nick Leventis Danny Watts Jonny Kane                       | HPD ARX-01d                     | 144  |
| 41                                                     | LMGTE Am  | Gulf AMR Middle East               | Fabien Giroix Roald Goethe Michael Wainright               | Aston Martin Vantage GT2        | 141  |
| 42                                                     | LMP2      | PeCom Racing                       | Luís Pérez Companc Matías Russo Pierre Kaffer              | Lola B11/40-Judd-BMW            | 139  |
| 43                                                     | LMGTE Pro | Hankook-Team Farnbacher            | Dominik Farnbacher Allan Simonsen Leh Keen                 | Ferrari 458 GTC                 | 137  |
| 44                                                     | LMGTE Pro | Luxury Racing                      | Anthony Beltoise François Jakubowski Pierre Thiriet        | Ferrari 458 GTC                 | 136  |
| 45                                                     | LMGTE Pro | Lotus Jetalliance                  | Oskar Slingerland Martin Rich John Hartshorne              | Lotus Evora GTE-Toyota-Cosworth | 126  |
| 46                                                     | LMGTE Am  | Krohn Racing                       | Tracy Krohn Niclas Jönsson Michele Rugolo                  | Ferrari F430 GTE                | 123  |
| 47                                                     | LMP1      | OAK Racing                         | Richard Hein Jacques Nicolet Jean-François Yvon            | OAK Pescarolo 01-Judd           | 119  |
| 48                                                     | LMP1      | Audi Sport Team Joest              | Timo Bernhard Romain Dumas Mike Rockenfeller               | Audi R18 TDI                    | 116  |
| 49                                                     | LMP1      | Hope Racing                        | Steve Zacchia Jan Lammers Casper Elgaard                   | Oreca 01-Swiss HyTech           | 115  |
| 50                                                     | LMGTE Am  | CRS Racing                         | Pierre Ehret Shaun Lynn Roger Wills                        | Ferrari F430 GTE                | 84   |
| 51                                                     | LMP1      | OAK Racing                         | Guillaume Moreau Pierre Ragues Tiago Monteiro              | OAK Pescarolo 01-Judd           | 80   |
| 52                                                     | LMGTE Pro | Jota                               | Sam Hancock Simon Dolan Chris Buncombe                     | Aston Martin Vantage GT2        | 74   |
| 53                                                     | LMP1      | Quifel-ASM Team                    | Miguel Amaral Olivier Pla Warren Hughes                    | Zytek 09SC                      | 48   |
| 54                                                     | LMP1      | Audi Sport North America           | Tom Kristensen Rinaldo Capello Allan McNish                | Audi R18 TDI                    | 14   |
| 55                                                     | LMP1      | Aston Martin Racing                | Stefan Mücke Darren Turner Christian Klien                 | Aston Martin AMR-One            | 4    |
| 56                                                     | LMP1      | Aston Martin Racing                | Harold Primat Adrián Fernández Andy Meyrick                | Aston Martin AMR-One            | 2    |